# 花澤健吾
花澤健吾（花沢健吾（はなざわ けんご），1974年1月5日—），日本漫畫家。日本青森縣八戶市出身。已婚，妻子是他的助理兼漫畫家的岡本ジュリー。

## 經歷
- 高中畢業於青森縣八戶南高等學校（日语：青森縣八戶南高等學校），報考大學考試但落榜。之後與家人一起搬到東京，進入電子計算機相關的專門學校學習電腦程式。畢業後20歲開始在印刷廠工作了三年，23歲之後曾擔任漫畫家魚戶修的助手。[2][3]
- 2004年以《老處男的春天（日语：ルサンチマン (漫画)）》（連載於Big Comic Spirits）漫畫連載出道。
- 以往曾以「花澤健吾」、「花沢けんご」兩種筆名發表過短篇漫畫。

## 作品

### 漫畫
- 老處男的春天（日语：ルサンチマン (漫画)）（2004－2005年，Big Comic Spirits，小學館，全4卷）台灣東販代理
- 敏行快跑（2005－2008年，Big Comic Spirits，小學館，全10卷）台灣東販代理
- 請叫我英雄（2009－2017年，Big Comic Spirits，小學館，全22卷）東立出版社代理
  - 請叫我英雄 in OSAKA（2015年，擔任原作，作畫本田優貴（日语：本田優貴））東立出版社代理
  - 請叫我英雄 in IBARAKI（2016年，擔任原作，作畫富士沢一矢）
  - 請叫我英雄 in NAGASAKI（2016年，擔任原作，作畫にしだけんすけ）
- 特火點 花澤健吾短篇集（2012年，Big Comic Spirits，小學館）
- 地下忍者（2018年－連載中，週刊Young Magazine，講談社，已發行6卷／截至2021年9月）尖端出版代理
- 不過是黃昏（日语：たかが黄昏れ）（2018年－休載中，Big Comic Spirits，小學館）東立出版社代理

### 插畫
- WORKSHOP‐GUIDANCE イケてる就職3年め!―就職と転職のための職場案内（2002年，根岸康雄著，小學館出版）－插畫
- 電波男（日语：電波男 (評論)）（2005年，本田透著，三才ブックス（日语：三才ブックス）出版）－ 封面
- Modern Times 摩登時代（2008年，伊坂幸太郎著，講談社出版）－插畫
- 生きさせろ！難民化する若者たち（2010年，雨宮処凛（日语：雨宮処凛）著，太田出版）－封面
- 蘇える変態（2014年，星野源著，MAGAZINE HOUSE）－插畫

## 相關人物
- 朋友：淺野一二O[4]

## 外部連結
- 花澤健吾的X（前Twitter）